# Ost-Benue-Kongo-Sprachen
Ost-Benue-Kongo ist eine Untereinheit der Benue-Kongo-Sprachen, eines bedeutenden Zweiges der Niger-Kongo-Sprachfamilie.
Die Sprachen des Ost-Benue-Kongo wurden ursprünglich von Joseph Greenberg als Benue-Kongo-Sprachen klassifiziert. Ost-Benue-Kongo besteht aus den beiden Untereinheiten Platoid oder Zentralnigerianisch mit 120 Sprachen, gesprochen von 3,5 Mio. Sprechern in Zentral-Nigeria, und dem Bantoid-Cross mit 710 Sprachen, gesprochen von 220 Mio. Sprechern in Nigeria, Zentral- und Südafrika. Bantoid-Cross enthält auch die große Familie der Bantusprachen.

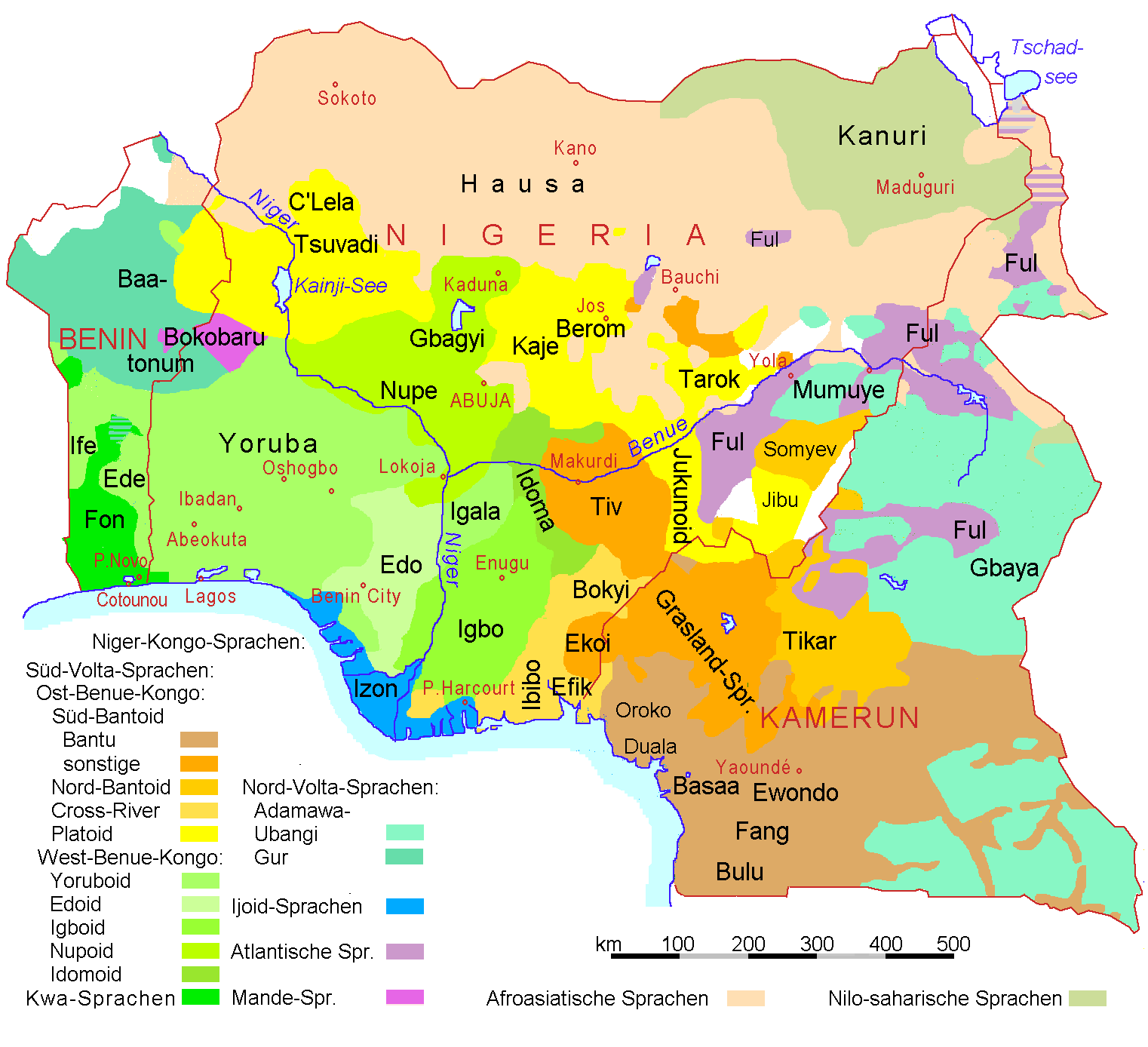
West-Benue-Kongo, Platoid, Cross-River-Sprachen, Nord-Bantoid, Süd-Bantoid außer Bantu und die Nordwestecke des Bantu-Gebietes

## Klassifikation des Ost-Benue-Kongo
- Ost-Benue-Kongo
  - Platoid oder Zentral-Nigerianisch
    - Kainji
    - Plateau (mehrere genetische Einheiten)
    - Tarokoid
    - Jukunoid

  - Bantoid-Cross
    - Cross River
    - Bantoid
      - Nord-Bantoid
        - Dakoid
        - Mambiloid
        - Tikaroid

      - Süd-Bantoid
        - Jarawoid
        - Tivoid
        - Beboid
        - Ekoid
        - Nyang
        - Grasland
        - Bantu

Man erkennt, dass die große Gruppe der Bantusprachen (500 Sprachen mit 210 Mio. Sprechern) genetisch innerhalb des Benue-Kongo nur eine Unter-Untereinheit darstellt.

## Sprachen- und Sprecherzahlen, Verbreitungsgebiete
Die folgende Tabelle enthält für die größeren Untergruppen des Ost-Benue-Kongo die Anzahl der Sprachen und Sprecher sowie ihre Hauptverbreitungsgebiete.
| Unterzweig  | Anzahl Sprachen | Anzahl Sprecher | Hauptverbreitungsgebiet                         |
| ----------- | --------------- | --------------- | ----------------------------------------------- |
| Kainji      | 54              | 1 Mio           | Nordwest- und Nord-Zentral-Nigeria              |
| Plateau     | 43              | 2 Mio           | Nord-Zentral-Nigeria (mehrere genet. Einheiten) |
| Cross-River | 65              | 5,6 Mio         | Nigeria: Cross-River-Staat; Kamerun             |
| Dakoid      | 3               | 0,5 Mio         | Ost-Nigeria                                     |
| Tivoid      | 18              | 2,4 Mio         | Ost-Nigeria, West-Kamerun                       |
| Grasland    | 67              | 2,5 Mio         | West-Kamerun                                    |
| Bantu       | 487             | 210 Mio         | gesamtes mittleres und südliches Afrika         |

Die Bezeichnung X-oid bezeichnet eine Hauptsprache X mit ihren nah verwandten Schwestersprachen, z. B. ist Igboid die Gruppe der mit dem Igbo unmittelbar verwandten Sprachen. In der Regel handelt es sich um Dialektkontinua. Manche Forscher werten solche Gruppen auch als eine einzige Sprache.

### Afrikanische Sprachen
- Joseph Greenberg: The Languages of Africa. Mouton, The Hague and Indiana University Center, Bloomington 1963.
- Bernd Heine und andere (Hrsg.): Die Sprachen Afrikas. Buske, Hamburg 1981.
- Bernd Heine, Derek Nurse (Hrsg.): African Languages. An Introduction. Cambridge University Press, Cambridge u. a. 2000, ISBN 0-521-66178-1. Darin: Kay Williamson und Roger Blench: Niger-Congo.
- John Bendor-Samuel (Hrsg.): The Niger-Congo Languages: A Classification and Description of Africa's Largest Language Family. University Press of America, Lanham, New York, London 1989.
 Darin: Kay Williamson: Benue-Congo Overview.

### Zur Klassifikation
- Merritt Ruhlen: A Guide to the World's Languages. Classification. Arnold, Stanford 1987.
- Diedrich Westermann: Die westlichen Sudansprachen und ihre Beziehungen zum Bantu. Mitteilungen des Seminars für orientalische Sprachen. Berlin 1927.
- Joseph Greenberg: Studies in African Linguistic Classification. Southwestern Journal of Anthropology 1949–50.
- Patrick Bennett and Jan Sterk: South Central Niger-Congo: A Reclassification. Studies in African Linguistics. 1977.